# Erica Reiner
Erica Reiner (* 6. August 1924 in Budapest; † 31. Dezember 2005 in Chicago) war eine ungarisch-US-amerikanische Altorientalistin.
Erica Reiner studierte zunächst Linguistik an der Universität Budapest. Anschließend besuchte sie in Paris die École pratique des hautes études, wo sie Elamitisch, Sumerisch und Akkadisch studierte. Ihre Promotion erfolgte 1955 in Chicago, wo fortan auch ihr Lebensmittelpunkt liegen sollte.
1952 begann sie als Assistentin an der University of Chicago mit der Arbeit am assyrischen Wörterbuch. Der erste Band dieses 1921 begründeten Chicago Assyrian Dictionary, an dem sie mitwirkte, erschien 1956. Bis 2005 waren 23 Bände erschienen, zwei weitere im Druck und der 26. und letzte Band in der Endbearbeitung. Für mehr als 20 Jahre (1973 bis 1996) war Reiner die verantwortliche Herausgeberin. Neben dieser Arbeit war sie bis zu ihrer Emeritierung Professorin am Oriental Institute (John A. Wilson Distinguished Service Professor). Sie wurde 1976 in die American Academy of Arts and Sciences und 1982 in die American Philosophical Society aufgenommen.